# Фридрих V фон Лайнинген
Фридрих V фон Лайнинген (на немски: Friedrich V von Leiningen * ок. 1269/1277; † сл. 1327) е граф и господар на Лайнинген-Дагсбург и Ормес.
Той е син на граф Фридрих IV, граф на Лайнинген (ок. 1247 – 1316), бургграф на Гермерсхайм, фогт в Шпайергау, и първата му съпруга Йохана (Мехтхилд) фон Спонхайм-Кройцнах (* ок. 1246; † 1270/1282), дъщеря на граф Симон I фон Спонхайм-Кройцнах († 1264) и Маргарета фон Хаймбах († 1291/1299).
Брат е на Емих фон Лайнинген († 1328), епископ на Шпайер (1314 – 1328). Полубрат е на Жофрид I фон Лайнинген-Харденбург († 1344).

## Фамилия
Фридрих V се жени на 7 юли 1286 г. в Страсбург за София фон Фрайбург (* ок. 1274; † сл. 29 март 1335), дъщеря на граф Егино II фон Фрайбург († 1318) и Катарина фон Лихтенберг. Те имат две деца:
- Фридрих VI фон Лайнинген († 1342), граф на Лайнинген-Дагсбург, женен за Юта фон Изенбург († сл. 1335)
- Елизабет фон Лайнинген († сл. 1351), омъжена I. за Емих I фон Даун († 1313), II. сл. 23 ноември 1313 г. за Фридрих II фон Бланкенхайм, господар на Каселбург († 1322), III. пр. 30 януари 1329 г. за Конрад V „Млади“ цу Щолценберг, господар на Нанщайн († сл. 1351)

През 1265 г. той се жени втори път за Мария дьо Шатийон-дьо Блоа (* ок. 1320; † 1363), вдовица на херцог Раул фон Лотарингия († 1346), дъщеря на Гуй I дьо Шатийон, граф на Блоа († 1342) и Маргерита дьо Валоа († 1342). Те нямат деца.